# Evermore
Evermore (viết cách điệu: evermore) là album phòng thu thứ chín của nữ ca sĩ kiêm sáng tác nhạc người Mỹ Taylor Swift, được hãng đĩa Republic Records phát hành bất ngờ vào ngày 11 tháng 12 năm 2020 – tức chưa đầy năm tháng kể từ khi album phòng thu thứ tám Folklore (2020) được phát hành. Evermore là một tác phẩm tự phát trong quá trình hợp tác kéo dài giữa Swift với người cộng sự Aaron Dessner của Folklore, chủ yếu được thu âm tại phòng thu Long Pond Studio của anh ở Thung lũng Hudson. Swift coi hai tác phẩm như những "album chị em", đồng thời ví Evermore như một nhánh cây của "khu rừng dân gian" – một cụm từ lấy cảm hứng từ chủ nghĩa thoát ly và phong cách thẩm mỹ cottagecore vốn được cô thai nghén từ album Folklore giữa thời điểm đại dịch COVID-19.
Evermore là sự kết hợp của phong cách nhạc alternative rock, indie folk và chamber pop, với kỹ thuật sáng tác và cách kể chuyện theo trường phái ấn tượng và chịu ảnh hưởng bởi các yếu tố thần thoại. Phần lời bài hát của Evermore được mô tả như một tuyển tập những câu chuyện về tình yêu, hôn nhân, sự phản bội và nỗi buồn, khám phá sự phức tạp trong cảm xúc con người. Dự án có sự tham gia góp giọng của ba ban nhạc Bon Iver, Haim và The National. Evermore nhận được nhiều lời tán dương từ giới phê bình âm nhạc, đặc biệt cho cách khai triển nhân vật, phần sản xuất âm nhạc đậm chất thể nghiệm và giọng hát đa sắc của Swift. Nhiều bài đánh giá cũng coi album là phần tiếp theo hoặc bản sao của Folklore, cũng như liệt kê đĩa hát vào danh sách những album hay nhất năm 2020. Evermore gặt hái nhiều giải thưởng và đề cử tại những lễ trao giải lớn, bao gồm một đề cử giải Grammy cho Album của năm tại lễ trao giải thường niên lần thứ 64 – đây là đề cử thứ hai liên tiếp của Swift ở hạng mục này sau chiến thắng với Folklore vào năm trước đó.
Sau khi phát hành, Republic Records thông báo đã có hơn 1 triệu bản album được tiêu thụ toàn cầu trong tuần đầu ra mắt. Evermore đứng đầu các bảng xếp hạng ở Argentina, Úc, Bỉ, Canada, Croatia, Hy Lạp, New Zealand, Bồ Đào Nha, Vương quốc Anh và Hoa Kỳ. Album đánh dấu lần ra mắt ở vị trí quán quân thứ tám liên tiếp của Swift trên bảng xếp hạng Billboard 200 và album cũng giữ vững vị trí này trong bốn tuần liên tiếp. Ngoài ra, Evermore còn đánh dấu khoảng cách ngắn nhất giữa hai album quán quân của một nữ ca sĩ ở thị trường Úc và Mỹ, cũng như thành tích tích lũy sáu album quán quân nhanh nhất ở Vương quốc Anh đối với một nghệ sĩ nữ. Ba bài hát "Willow", "No Body, No Crime" và "Coney Island" lần lượt được phát hành ở dạng đĩa đơn, trong đó "Willow" trở thành đĩa đơn quán quân thứ bảy của Swift trên bảng xếp hạng Billboard Hot 100, giúp cô trở thành nghệ sĩ đầu tiên có hai lần ra mắt ở vị trí dẫn đầu trên cả hai bảng xếp hạng Billboard 200 và Hot 100 trong cùng một tuần.

## Bối cảnh và ý tưởng
Swift giới thiệu về Evermore, Instagram
Trong thời gian phong tỏa do COVID-19, vào ngày 23 tháng 7 năm 2020, ca sĩ kiêm nhạc sĩ người Mỹ Taylor Swift đã bất ngờ công bố album phòng thu thứ tám mang tên Folklore, và phát hành đĩa nhạc ngay ngày hôm sau. Album do Swift sản xuất cùng với cộng tác viên lần đầu Aaron Dessner, cộng tác viên lâu năm Jack Antonoff và bạn trai khi ấy của nữ ca sĩ là Joe Alwyn. Đĩa hát đạt được thành công cả về mặt thương mại lẫn chuyên môn, trở thành album bán chạy nhất năm 2020 tại Hoa Kỳ và giành giải Album của năm tại Giải Grammy lần thứ 63. Ngày 25 tháng 11 năm 2020, một bộ phim tài liệu hòa nhạc có tựa đề Folklore: The Long Pond Studio Sessions – ghi hình tại phòng thu Long Pond Studio của Dessner ở Thung lũng Hudson – được phát hành trên nền tảng Disney+. Phim mô tả chi tiết quá trình hình thành Folklore cùng với các màn trình diễn trực tiếp của Swift cho các bài hát trong album.
Sau khi phát hành Folklore, Swift tiếp tục làm việc từ xa với Dessner; anh thường xuyên gửi cho cô những bản nhạc đệm để cô viết lời. Nữ ca sĩ cho biết sự đón nhận nồng nhiệt của Folklore càng khuyến khích cô thử nghiệm thêm với phong cách âm nhạc này. Một cách vô cùng tự nhiên, các buổi làm việc giữa Swift và Dessner đã vô tình hình thành nên một dự án âm nhạc mới, và dự án này giống như một phiên bản mở rộng của Folklore, sau đó được gọi dưới cái tên Evermore. Dessner gọi Evermore là một "trận tuyết lở kỳ lạ" dưới sự ảnh hưởng của Folklore. So với album trước, khoảng thời gian phát triển Evermore là một quá trình mang tính thể nghiệm hơn khi cả hai không phải chịu bất kỳ hạn chế nào. Trong một cuộc phỏng vấn với Zane Lowe cho Apple Music, Swift tiết lộ Evermore mang lại cho cô cảm giác của "một cái kết êm đềm và sự thanh thản kỳ lạ" sau khi phát hành Folklore, đồng thời cô cũng liên hệ điều này với chủ đề của cả hai album. Cô cho biết một trong những phép ẩn dụ chính trong Folklore là "giải quyết xung đột" – "cố gắng tìm ra cách vượt qua điều gì đó cùng với ai đó" – trong khi Evermore giải quyết những "kết thúc với đủ thể loại, kích cỡ và hình dạng", cùng với nỗi đau và quá trình tìm tới sự thanh thản sau các mối quan hệ tan vỡ.
Ngày 10 tháng 12 năm 2020 – tức ba ngày trước sinh nhật lần thứ 31 của mình – Swift đã đăng chín bức ảnh lên Instagram, các bức ảnh này cùng nhau tạo thành một bức ảnh mô tả phần lưng của nữ ca sĩ, với mái tóc tết bím và mặt hướng về phía một khu rừng. Trong một bài đăng khác trên mạng xã hội, nữ ca sĩ công bố thông tin về việc album phòng thu thứ chín mang tên Evermore sẽ phát hành vào lúc nửa đêm. Cô cũng tiết lộ danh sách bài hát và video âm nhạc cho ca khúc "Willow" sẽ ra mắt trên YouTube cùng thời điểm phát hành album. Đề cập đến các quy định phong tỏa do đại dịch COVID-19, Swift viết: "Tất cả các bạn đã vô cùng quan tâm, ủng hộ và chu đáo vào ngày sinh nhật của tôi, vì vậy lần này tôi nghĩ mình sẽ tặng các bạn một thứ gì đó! Tôi cũng biết mùa lễ này sẽ thật cô đơn đối với hầu hết chúng ta và nếu có bất kỳ ai trong số các bạn ngoài kia tìm đến âm nhạc để đối mặt với nỗi nhớ những người thân yêu như cách tôi làm, thì điều này là dành cho bạn". Trước buổi ra mắt video âm nhạc "Willow", Swift cho biết cô thường ví Evermore tựa mùa thu và mùa đông, trái ngược lại với cảm giác mùa xuân và mùa hạ mà Folklore đem lại.

## Sáng tác và thu âm
Tương tự như album trước đó, Evermore cũng là kết quả của quá trình cộng tác từ xa và giao tiếp trực tuyến, và album cũng được thu âm hoàn toàn bí mật. Aaron Dessner sản xuất hoặc đồng sản xuất tất cả các bài hát ngoại trừ "Gold Rush" – bài hát này do Taylor Swift và Jack Antonoff sản xuất. Tất cả các bài hát, ngoại trừ "Cowboy like Me", đều được thu âm tại phòng thu Long Pond Studio, nơi phim điện ảnh Folklore: The Long Pond Studio Sessions được ghi hình.
Sau khi phát hành Folklore, Swift đã sáng tác hai bài hát "Closure" và "Dorothea" cho Big Red Machine – nhóm nhạc của Dessner và Justin Vernon, trưởng nhóm nhạc indie folk Bon Iver. Các bài hát này sau đó lại được đưa vào album Evermore. Để ăn mừng ngày Folklore ra mắt, Dessner tình cờ sáng tác ra một bản nhạc đệm lấy tiêu đề là "Westerly" – đặt theo vị trí ngôi nhà của Swift ở Rhode Island. Một giờ sau, Swift hoàn thành phần lời cho "Willow" trên bản nhạc đệm và gửi lại cho anh. Cô viết ca khúc chủ đề "Evermore" với Alwyn (dưới nghệ danh William Bowery) và gửi bản nháp cho Vernon, và Vernon đã viết thêm đoạn chuyển tiếp cuối bài. Dessner nhận ra bộ đôi đang tạo ra một bản sao của Folklore chỉ sau khi cả hai đã sáng tác hơn bảy bài hát. Anh sáng tác "Tolerate It" trên đàn piano ở nhịp 10
8 và gửi cho Swift; bản nhạc đã gợi lên một khung cảnh trong tâm trí cô khi nghe và cô đã nhanh chóng gửi lại kèm phần lời bài hát hoàn chỉnh. Dessner cho biết anh đã "khóc khi nghe [phần lời] ngay lần đầu". Swift tới phòng thu Long Pond Studio để ghi hình cho Folklore: The Long Pond Studio Sessions. Sau khi quá trình quay phim hoàn tất, Swift ở lại Long Pond qua đêm để thu âm cùng với Dessner và Antonoff. Sáng hôm sau, cô đến gặp Dessner trong phòng bếp với "'Tis the Damn Season", một bài hát mà cô đã viết ngay trong đêm. Dessner nhận định đây là một trong những tác phẩm yêu thích nhất của anh và lẽ ra nó có thể sẽ vẫn chỉ là một bản nhạc đệm, nhưng "khả năng kể chuyện và khả năng âm nhạc đáng kinh ngạc của Swift đã biến nó trở thành một thứ gì đó tuyệt vời hơn nhiều".
"No Body, No Crime" được lấy cảm hứng từ "nỗi ám ảnh [của Swift] với podcast/phim tài liệu về tội phạm". Cô đã sáng tác bản nhạc trên một chiếc guitar có ngựa đàn cao su và gửi cho Dessner một bản ghi âm qua email, sau đó anh bắt đầu thực hiện phần sản xuất. Swift có những ý tưởng cụ thể về cách mà cô muốn truyền tải bài hát, bao gồm cả sự góp giọng của ban nhạc pop rock Mỹ Haim. Nhóm nhạc thu âm phần giọng của các thành viên tại nhà của Ariel Rechtshaid ở Los Angeles và chuyển nó cho Swift. Phần kèn harmonica và đoạn riff guitar trong bài hát do Josh Kaufman thực hiện; anh cũng là người chơi phần kèn harmonica trong bài hát "Betty" của Folklore; còn JT Bates chơi trống trong cả bài hát này lẫn trong "Dorothea". Aaron Dessner và người anh sinh đôi Bryce Dessner đã gửi cho Swift một số bản nhạc đệm mà họ đã thực hiện cho ban nhạc indie rock The National, một trong số đó trở thành bản nhạc "Coney Island". Swift và Alwyn đã viết lời bài hát và thu âm "Coney Island" với giọng hát của Swift; tuy nhiên sau khi nghe bản thu nháp, anh em nhà Dessner cảm thấy bài hát rất thân thuộc với The National, và tưởng tượng tới việc giọng ca chính Matt Berninger sẽ góp giọng và tay trống Bryan Devendorf sẽ chơi trống trong bài hát này. Aaron Dessner nói chuyện với Berninger và Berninger tỏ ra rất "hào hứng" với ý tưởng ấy. Ban nhạc tập hợp lại, Bryan Devendorf chơi trống, trong khi anh trai anh là Scott Devendorf chơi bass và piano, còn Bryce Dessner thì giúp đỡ ở phần sản xuất.

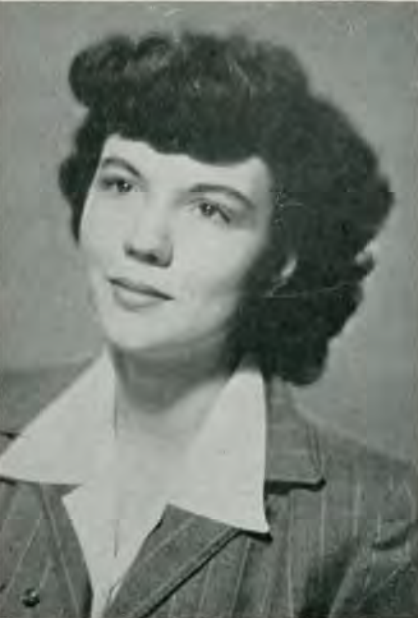
"Marjorie", ca khúc thứ mười ba của album, nhằm tưởng nhớ Marjorie Finlay – ca sĩ opera người Mỹ và cũng là bà ngoại của Swift (ảnh năm 1949). Bà là người đã truyền cảm hứng cho niềm đam mê âm nhạc của Swift.

"Marjorie" là vốn là bản nhạc đệm tiền thân của "Peace" – ca khúc thứ mười lăm trong Folklore. Âm drone kéo dài của "Peace" hiện diện trong đoạn chuyển tiếp cuối bài của "Marjorie". Phần nhịp điệu bè của "Marjorie" được sáng tác bằng Allovers Hi-hat Generator, một phần mềm do nhà sản xuất Ryan Olson phát triển vốn đã được sử dụng trong nhiều bài hát của nhóm Big Red Machine. Bản nhạc đệm này lấy các âm thanh bất kỳ và chia chúng thành các mẫu rồi tái tạo chúng thành các mẩu âm nhạc ngẫu nhiên. Dessner xem qua các mẩu nhạc, chọn những phần yêu thích của anh, lặp lại chúng, phát triển chúng thành một bản nhạc đệm hoàn chỉnh rồi gửi cho Swift. Dựa vào những chất liệu này, Swift đã sáng tác nên "Marjorie", một bài hát về bà ngoại của cô – ca sĩ opera Marjorie Finlay. Cô cũng gửi một thư mục chứa các bản thu opera của Finlay cho Dessner, và anh đã lấy mẫu một số bản thu để đưa vào trong bài hát. "Right Where You Left Me" và "Happiness" được viết lời chỉ vài ngày trước khi Evermore hoàn thành. Dessner đã bắt tay vào sáng tác "Happiness" từ năm 2019 và nghĩ rằng đây sẽ là một bài hát của Big Red Machine. Tuy nhiên, Swift lại rất thích phần nhạc đệm này và cô đã hoàn thành phần lời cho bài hát; trường hợp này cũng xảy ra tương tự với "Right Where You Left Me". Những tuần thu âm cuối cùng của Evermore trùng với kế hoạch thu âm Fearless (Taylor's Version) – album tái thu âm đầu tiên của Swift. Nữ ca sĩ đã thu âm "Happiness" và "You Belong with Me (Taylor's Version)" trong cùng một ngày.
Vernon tham gia vào quá trình thực hiện Evermore nhiều hơn Folklore. Anh chơi trống trong "Cowboy like Me" và "Closure", chơi guitar và băng cầm trong "Ivy", đồng thời góp giọng bè trong "Marjorie". Trong "Closure", Vernon xử lý phần giọng hát của Swift trên bộ sửa đổi giọng hát Messina, làm biến dạng âm sắc nhẹ nhàng của cô thành âm thanh giống của người máy. "Cowboy like Me" được thu âm tại phòng thu Scarlet Pimpernel Studios tại Vương quốc Anh; đây là phòng thu vốn do Marcus Mumford, ca sĩ chính của ban nhạc folk rock Mumford & Sons làm chủ sở hữu. Mumford cũng góp giọng hát đệm trong bài hát này. Trong "Ivy", Dessner đã bổ sung thêm tiếng chuông xe trượt tuyết để gợi lên chất mùa đông nhằm phù hợp hơn với bối cảnh mùa đông của bài hát. Dessner cố tình thêm nhiều yếu tố "hoài niệm về mùa đông" vào phần âm nhạc của Evermore nhằm nghiêng về ý tưởng mà Swift đã từng trao đổi với anh. Dessner cho biết việc hòa âm toàn bộ 17 bài hát của album là một nhiệm vụ nặng nề và kỹ thuật viên âm thanh Jon Low nghĩ rằng tác phẩm sẽ không thể về đích đúng hạn.

## Nhạc và lời
Phiên bản tiêu chuẩn của Evermore dài khoảng một giờ, bao gồm 15 bài hát, trong khi phiên bản cao cấp Deluxe Edition có thêm 2 bài hát bổ sung. Các ban nhạc Haim, The National và Bon Iver lần lượt góp giọng trong các bài hát "No Body, No Crime", "Coney Island" và "Evermore". Giới chuyên môn đều coi Evermore là phần tiếp theo, hay là bản thu âm đồng hành với Folklore.

### Biên soạn
Evermore là đĩa nhạc theo dòng nhạc indie folk, folk-pop, alternative rock và chamber rock với ảnh hưởng của nhạc đồng quê. Sản phẩm mang phong cách tối giản và lo-fi, nhưng thả lỏng hơn và đậm tính thể nghiệm hơn. Album được đặc trưng bởi phần cốt âm thanh mộc mạc và đậm chất mùa đông, phần chuyển soạn điểm xuyết, giai điệu cháy chậm, tiếng guitar acoustic thổn thức được chơi bằng phương pháp fingerstyle, âm guitar điện đu đưa, tiếng dương cầm nhẹ nhàng, mượt mà và sầu bi, âm synthesizer ấm áp và choáng váng, âm măng cầm, tiếng băng cầm tươi sáng, nhịp máy đánh trống mạnh mẽ, âm bộ dây tươi tắn, âm trống đập điện tử, cùng những lớp âm đầy tinh tế của Mellotron, sáo, kèn cor và trung hồ cầm. Giọng hát du dương của Swift được bổ trợ bởi những giai điệu nhẹ nhàng cùng "bầu không khí mù sương".
Rolling Stone cho rằng Evermore khai thác sâu hơn vào tầm nhìn về goth-folk của Swift. Hits mô tả âm nhạc của album là "ướt át" và "đầy mê hoặc". The Daily Telegraph nhận định không hề có cảm giác nào về nhịp độ hay sự gấp gáp trong các bài hát của album, khác hoàn toàn với nhịp độ phù hợp để biểu diễn trong các sân vận động lớn mà các tác phẩm trước đó của Swift thường có. Esquire nhìn nhận Evermore tập trung vào "các chi tiết và sắc thái âm thanh hơn là những đoạn hook dễ nhớ." Theo nhà phê bình Tom Hull, dù Swift vẫn chú trọng đến "các chi tiết ở khâu sản xuất", Evermore vẫn nối bước Folklore trong việc loại bỏ những yếu tố pop để tập trung vào những bài hát chân thật; điều này một phần là do đại dịch đã chuyển sự tập trung của Swift từ những sân vận động lớn sang những bối cảnh giản dị và gần gũi hơn. Stereogum thì miêu tả tác phẩm là "một album nhẹ nhàng, đầy chữa lành, yên tĩnh một cách có sáng suốt", đưa trở lại thứ âm nhạc cổ điển vốn có của những người làm ca-nhạc sĩ. Còn theo trang Slate, Evermore đem tới bầu không gian khoảng khoát hơn với nhiều quãng nghỉ, không giống như "chủ nghĩa tối đa-tối giản" trong Folklore, vốn bao hàm "tầng tầng lớp lớp các dòng nhạc đệm bị kiếm chế".

### Chủ đề
Evermore là một album thân mật bắt nguồn chủ yếu từ cách trần thuật phức tạp ở ngôi thứ nhất từ góc nhìn của ngôi thứ ba, phương pháp nghiên cứu tính cách nhân vật và kể chuyện thần thoại. Đĩa nhạc đào sâu hơn vào thế giới tưởng tượng mà Swift đã xây dựng trong Folklore, pha trộn những thứ có thật và hư cấu. Cả hai album đều có chung ý niệm về sự thoát ly, nhưng trái ngược với tính lãng mạn và tính nội tâm của Folklore, Evermore lại táo bạo, phóng khoáng, tươi tắn và ấn tượng hơn, đi sâu vào ý tưởng của Swift về tình yêu và nỗi đau của những người trưởng thành. Các bài hát thường nhai lại chủ đề về tình yêu bị cấm đoán, sự lãng mạn bị lãng quên, sự tha thứ, hôn nhân và sự không chung thủy, xoay quanh một nhóm các nhân vật độc đáo, chẳng hạn như những cặp đôi đang xích mích, những người bạn bị khinh miệt và những người phụ nữ phức tạp. Evermore cũng phân tích những cảm xúc mâu thuẫn, bên cạnh những "cú lật ồn ào" trong nội dung câu chuyện.
Giống như album chị em của nó, phần lời nhạc của Evermore kết hợp một cách trữ tình những hình ảnh thiên nhiên, phong cảnh và các thiên thể trên bầu trời, chẳng hạn như trăng lưỡi liềm, bình minh, sao chổi, bầu trời màu hổ phách, vách núi, cây liễu, cỏ ba lá và cây thường xuân. Các cách chơi chữ của Swift cũng rất phong phú. Variety nhận định "sự ấm áp len lỏi giữa những lạnh lùng" là một "motif lời nhạc thường gặp". American Songwriter cho rằng trong Evermore Swift chủ yếu viết về "những cuộc hôn nhân ngày một tồi tệ". Slate gọi album là một văn tuyển, đồng thời nhấn mạnh "bước nhảy vọt [của Swift] từ [việc viết các bài hát] tự truyện sang các bài hát hoặc thuần túy giả tưởng hoặc có phần lời gợi hình theo hướng không giống như romans à clef". Stereogum ví album này như một "cuốn tiểu thuyết đậm tính quan sát". Pitchfork nhìn nhận Swift đã tự chứng tỏ cô là một giọng ca linh hoạt, giàu cảm xúc, và là một người "nhiều chữ" khi có thể "phóng đại được những khoảnh khắc nhỏ và buồn." Giáo sư lý thuyết âm nhạc Alyssa Barna cho biết Swift sử dụng âm sắc tĩnh và không màu cho cả giọng hát lần phần nhạc đệm trong album. Trang Spin thì đặc biệt nhấn mạnh "những cảm xúc cực kỳ phức tạp của con người" mà Swift đã bóc tách một cách vô cùng "chuẩn xác và tàn khốc" trong Evermore.

### Bài hát
Evermore mở đầu với "Willow", một bản tình ca chamber folk sử dụng kỹ thuật gảy guitar, đàn chuông glockenspiel, phối khí dàn nhạc, lập trình trống cùng phần "điệp khúc nghẹt thở". "Champagne Problems" là bản ballad sầu muộn với hợp âm piano khoảng khoát và oom-pah, hòa quyện với hợp âm rải guitar và phần giọng hát đậm chất hợp xướng. Bài hát miêu tả những khó khăn mà một cô gái phải đối mặt khi những vấn đề về tâm lý làm gián đoạn mối quan hệ tình cảm của mình, và cuối cùng cô gái này đã từ chối lời cầu hôn của người mình yêu. "Gold Rush" là một bài hát chamber pop nhịp độ nhanh với trống, kèn, vĩ cầm, nhịp độ biến chuyển xoay tròn và phần điệp khúc đầy "mộng mơ". Phần lời chính của bài hát là những câu đối được truyền tải theo nhịp điệu rộn ràng bên những phần nhạc đệm dai dẳng, cùng phần mở đầu và kết thúc được tạo nên từ "nhiều tầng giọng". "Gold Rush" thể hiện cảm xúc ghen tị và lo lắng của nhân vật nữ chính trước một đối tượng hấp dẫn, đồng thời cho thấy cô gái đang chán ghét sự bất lực của bản thân trước vẻ đẹp của người ấy – điều đó được ví tựa những cơn sốt vàng.

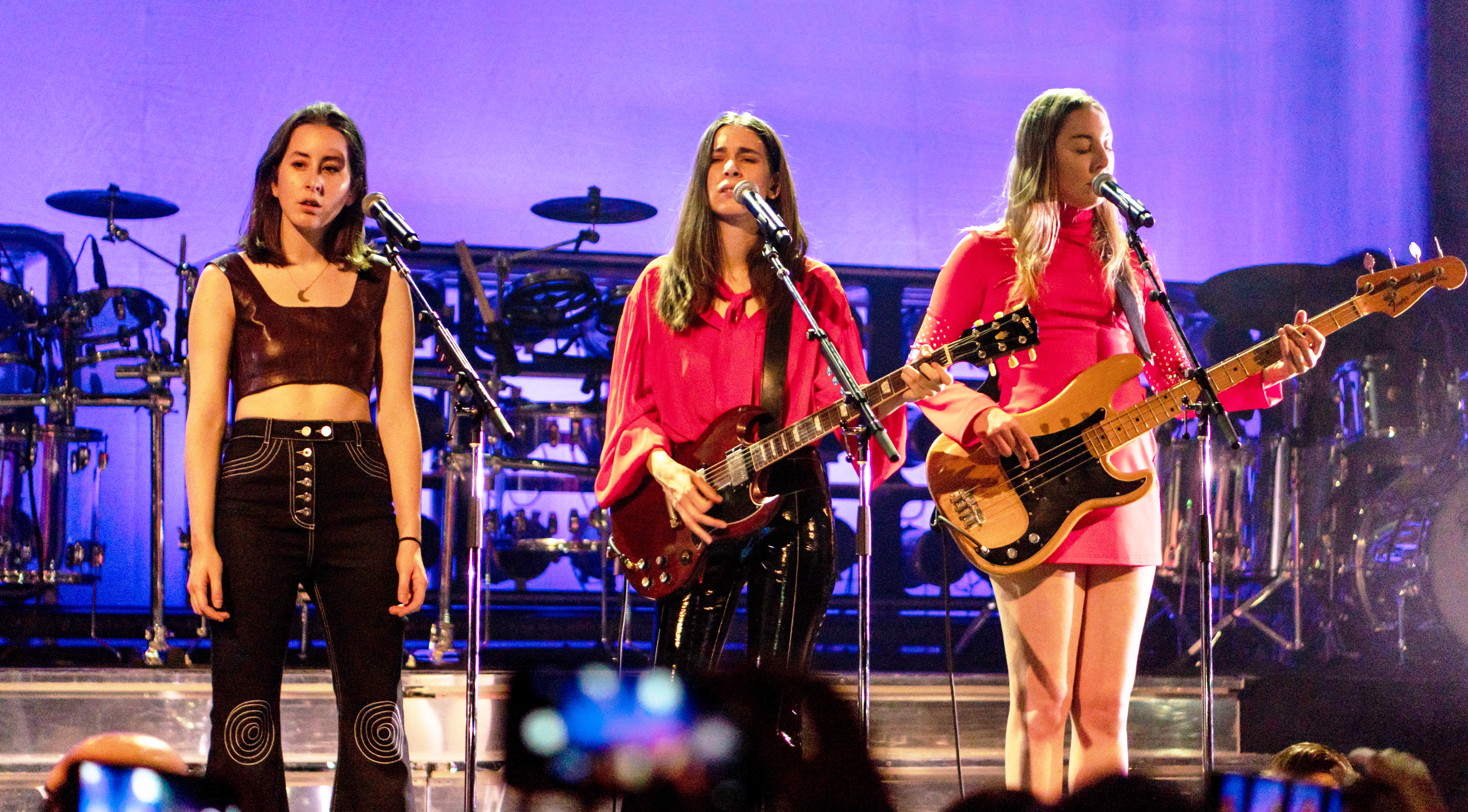
Bài hát thứ sáu, "No Body, No Crime", là một bản murder ballad với sự góp mặt của ban nhạc rock Mỹ Haim (ảnh). Bài hát được quảng bá trên đài phát thanh nhạc đồng quê của Hoa Kỳ.

Bài hát thứ tư, "'Tis the Damn Season", là một bản nhạc Giáng sinh với nội dung về một cô gái trở về quê hương Tupelo vào kỳ nghỉ lễ và gặp lại người tình cũ; rồi cô vẫn chọn lên giường với anh ta dù biết rằng ngọn lửa được nhen nhóm sẽ chẳng dẫn đến đâu. Bài hát được xây dựng với những đoạn riff guitar điện, và người kể chuyện sau này được tiết lộ là một nhân vật tên Dorothea. "Tolerate It" là một bản ballad chậm rãi với âm guitar "bị bóp nghẹt" và nhịp synth đầy căng thẳng, với nội dung kể về mối quan hệ chênh lệch tuổi tác của một phụ nữ trẻ, trong đó lột tả sự đau đớn và oán giận của cô đối với người bạn đời xa cách của mình. Cốt truyện của bài hát được lấy cảm hứng từ Rebecca, cuốn tiểu thuyết phát hành năm 1939 của nữ nhà văn người Anh Daphne du Maurier. "No Body, No Crime" là một bài hát nhạc đồng quê, pop rock và rock đồng quê đậm chất điện ảnh với sự góp giọng của ban nhạc Haim, được mở đầu bằng tiếng còi cảnh sát. Bài hát kể lại "vụ trả thù rùng rợn" cho người phụ nữ tên Este bị chồng không chung thủy sát hại; người kể chuyện là bạn của Este và cô trả thù cho bạn bằng cách sát hại người đàn ông này.
Ca khúc thứ bảy đầy u sầu mang tên "Happiness" là một bản ballad theo phong cách ambient, được phối hợp giữa âm synthesizer "mơ hồ", âm hi-hat, vĩ cầm, bass, organ, piano và âm drone. Bài hát truyền tải một dòng ý thức, trong đó người kể chuyện đồng cảm với chủ thể sau khi nhân vật này đã ly hôn, với suy ngẫm về sự chia ly, đồng thời đưa ra lời xin lỗi vì đã "đánh mất sự thật", cũng như khẳng định hạnh phúc sẽ luôn được tìm thấy trở lại. Bài hát có các chi tiết tham khảo cuốn tiểu thuyết Đại gia Gatsby của nhà văn F. Scott Fitzgerald. "Dorothea" là một bài hát theo dòng nhạc Americana kể lại câu chuyện của "'Tis the Dam Season" dưới góc nhìn của nhân vật nam; anh là người đã ở lại Tupelo trong khi người yêu thời trung học Dorothea lên Los Angeles để lập nghiệp ở Hollywood. Dưới tiếng đàn piano, guitar và trống lục lạc đầy da diết, anh kể lại những câu chuyện về cô, chẳng hạn như một buổi vũ hội bị bỏ quên và sự xa cách mà anh đã cảm nhận, đồng thời thể hiện khao khát có Dorothea trở lại cuộc sống nông thôn giản dị. Bài hát được so sánh với "Betty" bởi sự tương đồng trong góc nhìn của nhân vật. Bài hát thứ chín, "Coney Island", là một bản song ca với Matt Berninger của The National theo thể loại alternative rock, waltz và indie-folk. Bài hát miêu tả nỗi nhớ vùng ngoại ô và hồi tưởng lại những kỷ niệm của một cặp đôi ở Coney Island. Giọng hát du dương của Swift tương phản với giọng nam trung trầm ngâm của Berninger.
"Ivy" là một bài hát dân ca Mỹ với phần "điệp khúc vui nhộn" kể lại sự thiếu chung thủy của một người phụ nữ đã có chồng bằng phần chuyển soạn tiếng băng cầm, kỹ thuật gảy guitar, kèn trumpet và phần hòa âm nhẹ nhàng của Vernon. Bài hát truyền tải nét quyến rũ của cô gái đối với tình nhân bí mật của mình cùng những hậu quả có thể cản trở mối quan hệ của cả hai, trong đó hình ảnh đám thường xuân mọc bao quanh ngôi nhà bằng đá là ẩn dụ cho thứ tình cảm ngày một bén rễ sâu hơn của nhân vật nam. Swift hát về hai kẻ "đào mỏ" trong ca khúc thứ mười một mang tên "Cowboy like Me"; cả hai nhân vật này bất ngờ có tình cảm nhau sau khi thường xuyên lui tới những khu nghỉ dưỡng để lừa bịp giới nhà giàu. Bài hát mang giai điệu alternative, đồng quê, folk rock và blues, với tiếng guitar trầm lắng, những đoạn riff hòa tấu, tiếng măng cầm, piano, guitar lap steel và giọng đệm của Mumford. "Long Story Short" là một bài hát indie rock mang hơi hướng của pop với phần điệp khúc sôi động, guitar bùng nổ, âm thanh bộ dây, nhịp âm sắc nét của trống và máy đánh trống. Swift gợi nhắc tới album Reputation (2017) trong bài hát khi tóm tắt những khoảnh khắc tồi tệ nhất trong cuộc đời cô cũng như sự chữa lành về mặt cảm xúc.
"Marjorie" kể lại nỗi đau buồn của Swift đối với bà ngoại Finlay, bà đã qua đời vào năm Swift 13 tuổi. Nội dung bài hát là lời khuyên của Finlay tới cô cháu gái, cùng những kỷ niệm và sự hối tiếc của Swift. Quá trình sản xuất đầy nhã nhặn của bài hát có sử dụng mẫu giọng nữ cao của Finlay qua âm synth "vo ve", kỹ thuật gảy pizzicato với đàn dây, tiếng drone, pulse, trung hồ cầm và "chuyển soạn âm đàn phím". "Closure", ca khúc thứ mười bốn, là lời đuổi khéo của Swift gửi tới nhân vật không rõ danh tính trong bài hát, đồng thời là câu trả lời của nữ ca sĩ cho thứ lòng tốt thiếu chân thành và một tình bạn đầy ngạo mạn. Bài hát thuộc dòng nhạc electroacoustic và industrial folk, được đặc tả bởi nhịp 5
4 khác thường, phần sản xuất với bộ đồng, âm piano và đàn dây, tiếng cọt kẹt điện tử, "âm bộ gõ lạch cạch" và trống synthesizer. Phiên bản tiêu chuẩn của album kết thúc bằng ca khúc chủ đề "Evermore" với phần piano ballad ở đầu, rồi dần dần thay đổi nhịp độ và để trở nên kịch tính hơn ở đoạn chuyển cuối bài. Chất giọng gió đặc trưng của Vernon hòa cùng giọng của Swift ở giữa bài, khiến đoạn hát của hai người trở nên giống như một cuộc hội thoại hỏi và đáp. Swift đem đến sự trầm uất, hoang tàn và tiêu cực qua những lời hát của mình, trái ngược với những câu hát đầy lạc quan và tích cực của Vernon khi thể hiện mong muốn giúp đỡ nữ ca sĩ nhìn nhận mọi nỗi đau đều chỉ là tạm thời.
Phiên bản Deluxe Edition của Evermore bổ sung thêm hai bài hát. "Right Where You Left Me" là một bản nhạc đồng quê kiêm folk-pop miêu tả số phận của một tình yêu "đóng băng dần theo thời gian" thông qua tiếng guitar âm vang. Ngược lại, "It's Time to Go" thuật lại kinh nghiệm của người kể chuyện về thời điểm mà người ta nên thoát khỏi một mối quan hệ nào đó, ví dụ như tình bạn, việc ly hôn, việc đánh mất sự nghiệp mơ ước vào tay một người không đáng. Bài hát cũng đề cập tới tranh chấp của Swift với người chủ cũ. Ngoài hai bài hát trên, phiên bản album phát hành tại thị trường Nhật Bản còn có thêm hai bản remix của đĩa đơn "Willow".

## Chỉ đạo nghệ thuật
Phần hình ảnh thẩm mỹ của Evermore lấy chủ đề mùa đông – một phiên bản Giáng sinh của phong cách rừng cây và cottagecore trong Folklore. Tờ Time nhận định Folklore là một bảng màu gồm những thanh âm và xúc cảm lặng thinh và đậm chất thu, trong khi Evermore là người bạn đồng hành mùa đông với nỗi buồn cũng những luyến tiếc kéo dài. Folklore đi theo thang xám đơn sắc, còn Evermore lại sử dụng nhiều màu sắc hơn. The Times of India cho rằng Evermore mang cảm giác của vùng đất "Laurel Canyon những năm 1960".

### Bìa album
Ảnh bìa của Evermore thể hiện hình ảnh Taylor Swift trên một cánh đồng cằn cỗi, quay lưng lại máy ảnh và hướng ánh nhìn qua những hàng cây trơ trụi phía xa. Hình ảnh cho thấy nữ ca sĩ đang đứng ở rìa một khu rừng, trong khi ở bìa album Folklore, cô lại đứng ở giữa một khu rừng. Swift mặc một chiếc áo khoác dạ kẻ sọc hai màu nâu cam thuộc bộ sưu tập của nhà thiết kế người Anh Stella McCartney, với mái tóc được tết bím theo kiểu Pháp. Trang Stylist gọi đây là kiểu tóc "lộn xộn nhưng vẫn sang trọng". Biên tập viên Adam Reed từ công ty Pháp L'Oréal vô cùng ngưỡng mộ bím tóc "đơn giản, siêu nhiên và vượt thời gian" của Swift. Trang Consequence khen ảnh bìa này "tuyệt đẹp bởi chính sự giản đơn trong nó" và ám chỉ Swift như "đang mời mọc người nghe ngắm nhìn cánh đồng này qua đôi mắt của mình." Sau khi Evermore phát hành, bản sao chiếc áo khoác dạ mà Swift mặc trên bìa album đã nhanh chóng được bán hết trên Farfetch. Bìa của Evermore là bìa album được tìm kiếm nhiều thứ ba trên internet trong năm 2021, sau bìa album Donda (2021) của Kanye West và Sour (2021) của Olivia Rodrigo.

## Phát hành và quảng bá
Evermore được phát hành vào ngày 11 tháng 12 năm 2020 – hai ngày trước sinh nhật lần thứ 31 của Taylor Swift – chỉ trên các nền tảng stream nhạc trực tuyến và nhạc số. Đây là "album chị em" với Folklore, một album được ra mắt trước đó chưa đầy năm tháng; cả hai đều là những album bất ngờ được công bố chỉ 16 giờ trước khi được phát hành vào nửa đêm. Evermore đánh dấu lần thứ hai Swift phá vỡ khoảng cách truyền thống giữa hai lần phát hành album của mình.
Phiên bản đĩa CD vật lý được phát hành vào ngày 18 tháng 12 năm 2020. Hai bài hát tặng kèm trong phiên bản cao cấp Deluxe Edition của Evermore là "Right Where You Left Me" và "It's Time to Go", vốn ban đầu chỉ xuất hiện trong phiên bản đĩa CD vật lý, đã được phát hành trên các nền tảng phát trực tuyến vào ngày 7 tháng 1 năm 2021. Phiên bản cassette và đĩa than của Evermore được phát hành lần lượt vào ngày 21 tháng 2 và ngày 28 tháng 5 năm 2021. Trang Billboard cho biết việc phát hành các định dạng vật lý của album bị trì hoãn một phần là do album được phát hành quá bất ngờ, cũng như do quá trình sản xuất album vật lý tốn nhiều thời gian hơn, đặc biệt là với các bản đĩa than. Một lượng đĩa CD hạn chế có chữ ký của Swift đã được bày bán tại một số lượng chọn lọc các cửa hàng băng đĩa độc lập.
Ngày 14 tháng 12 năm 2020, Swift xuất hiện trên chương trình Jimmy Kimmel Live! để quảng bá album. Vào tháng 12 năm 2020, trong chương trình radio Sirius XM của Howard Stern, nam ca sĩ kiêm nhạc sĩ người Anh Paul McCartney đã tiết lộ rằng Swift tính hoãn phát hành Evermore lại một tuần để bày tỏ lòng kính trọng tới ông, vì ngày 11 tháng 12 năm 2020 là ngày mà ban đầu McCartney dự định phát hành album phòng thu thứ mười tám McCartney III. Sau khi biết được điều này, McCartney đã quyết định phát hành album của mình vào ngày 18 tháng 12 để Swift có thể tiếp tục ra mắt Evermore đúng như kế hoạch ban đầu. Ba tuyển tập sáu bài hát – bao gồm các bài hát từ cả Evermore và Folklore – lấy tựa đề là The "Dropped Your Hand While Dancing" Chapter, The "Forever Is The Sweetest Con" Chapter và The "Ladies Lunching" Chapter (tất cả đều được viết cách điệu bằng chữ thường) – đã được phát hành trên các nền tảng phát nhạc trực tuyến lần lượt vào ngày 21 tháng 1, ngày 27 tháng 1 và ngày 4 tháng 2 năm 2021.

### Đĩa đơn
"Willow" là đĩa đơn đầu tiên của Evermore, được phát hành vào ngày 11 tháng 12 năm 2020, cùng ngày với album mẹ. Bài hát đi kèm với một video âm nhạc do tự tay Swift đạo diễn. Đĩa đơn ra mắt ở vị trí quán quân trên các bảng xếp hạng âm nhạc của Úc, Canada và Hoa Kỳ. Tại thị trường Mỹ, "Willow" trở thành đĩa đơn quán quân thứ bảy, đĩa đơn quán quân thứ hai trong năm 2020 (sau "Cardigan"), và bài hát ra mắt tại vị trí quán quân thứ ba trong sự nghiệp của cô. "Willow" còn đứng đầu các bảng xếp hạng Hot Alternative Songs, Adult Top 40 và Digital Song Sales. Theo trang Billboard, có ba bài hát của album đã được gửi tới các định dạng đài phát thanh khác nhau tại Hoa Kỳ – một chiến lược phát hành tương tự như với Folklore: "Willow" được lần lượt gửi tới đài phát thanh adult contemporary và pop vào ngày 14 và 15 tháng 12 năm 2020; "No Body, No Crime" được gửi đến đài phát thanh nhạc đồng quê vào ngày 11 tháng 1 năm 2021; còn "Coney Island" thì được quảng bá trên đài phát thanh adult album alternative từ ngày 18 tháng 1 năm 2021.

## Đánh giá chuyên môn
| Đánh giá chuyên môn       | Đánh giá chuyên môn |
| Điểm trung bình           | Điểm trung bình     |
| Nguồn                     | Đánh giá            |
| ------------------------- | ------------------- |
| AnyDecentMusic?           | 8.0/10              |
| Metacritic                | 85/100              |
| Nguồn đánh giá            |                     |
| Nguồn                     | Đánh giá            |
| AllMusic                  | [ 36 ]              |
| And It Don't Stop         | A−                  |
| Clash                     | 8/10                |
| Entertainment Weekly      | A                   |
| The Guardian              | [ 19 ]              |
| The Independent           | [ 26 ]              |
| NME                       | [ 23 ]              |
| Pitchfork                 | 7.9/10              |
| Rolling Stone             | [ 12 ]              |
| The Sydney Morning Herald | [ 16 ]              |

Evermore đã nhận được sự hoan nghênh nồng nhiệt của giới phê bình sau khi ra mắt, đặc biệt cho mối tương quan của dự án với Folklore và cách Taylor Swift mở rộng giới hạn âm nhạc của bản thân. Trên trang Metacritic, nơi xếp hạng chuẩn hóa các sản phẩm âm nhạc với thang điểm 100 dựa theo các bài đánh giá từ các ấn phẩm chuyên nghiệp, album nhận được điểm trung bình là 85, dựa trên 29 bài đánh giá, cho thấy sự "hoan nghênh tuyệt đối" với album.
Gọi tên Swift như một nhạc sĩ độc nhất vô nhị, Brodie Lancaster của The Sydney Morning Herald nhìn nhận Evermore đi sâu hơn vào những câu chuyện giả tưởng, đồng thời ca ngợi chiều sâu và sự đa dạng của tuyến nhân vật trong những câu chuyện. Nhà phê bình Hannah Mylrea của NME cho rằng trong Evermore, Swift đã đẩy chất indie trong cô ra nhiều hơn, đồng thời gọi đĩa nhạc này là "người em đầy phóng khoáng" trong khi Folklore là "người chị đầy lãng mạn và nội tâm". Mylrea cũng cho rằng Evermore thả lỏng hơn và mang tính thể nghiệm hơn, được mở rộng dựa trên tập âm thanh của đĩa hát tiền nhiệm. Đồng quan điểm, American Songwriter đã gọi Folklore là "người chị nguyên mẫu" trong khi Evermore là "người em táo bạo, thích gây sự", trong đó Evermore là sự phát triển theo hướng lễ hội từ những âm thanh của album trước. Maura Johnston viết cho Entertainment Weekly, khẳng định rằng Swift đã "thăng cấp" trong Evermore bằng cách chấp nhận rủi ro trong âm nhạc, đồng thời gọi hai album chị em này là đỉnh cao trong sự nghiệp của nữ ca sĩ.
Nhà phê bình Bobby Olivier của Spin cho rằng album đã "định nghĩa lại sự nghiệp" của Swift ngay ở thời kỳ đỉnh cao của nữ ca sĩ, giúp cô gia nhập "nhóm các nhạc sĩ luôn cống hiến bất chấp những kỳ vọng không tưởng". Anh coi Evermore là một tác phẩm chắc tay hơn Folklore. Annie Zaleski của The A.V. Club cũng thiên về Evermore hơn Folklore và nhận định rằng album sau tiếp tục quá trình "xây dựng vũ trụ" của album trước với lối sáng tác mạnh mẽ hơn và sự gắn kết âm thanh chặt chẽ hơn. Alexis Petridis của The Guardian cho biết Evermore thúc đẩy việc Swift chuyển hướng sang alternative rock từ dòng nhạc pop truyền thống. Cây bút này cũng làm một phép so sánh tới sự chuyển đổi từ nhạc đồng quê sang pop của nữ ca sĩ trong Red (2012), và điều này càng chứng tỏ khả năng chuyển đổi thể loại âm nhạc một cách dễ dàng của Swift. Neil McCormick của The Daily Telegraph gọi Evermore là một tác phẩm chân thành đầy suy ngẫm, đồng thời ca ngợi chất nhạc giàu cảm xúc và nhịp độ không vội vã của album; anh cũng nhận định những bài hát trong album đều không dành cho các sân vận động lớn. Patrick Ryan của USA Today thì khen ngợi phần nhạc đệm thần bí và ca từ đậm tính thoát ly, đồng thời nhấn mạnh rằng Evermore không phải là tàn tích của Folklore mà giống như một người em gái giúp củng cố sức mạnh của Swift. Trong bài đánh giá cho Rolling Stone, Claire Shaffer nhận thấy Swift đón nhận những thể loại nhạc mới với cách kể chuyện đầy tham vọng; nhà báo này cũng hoan nghênh hướng đi nghệ thuật mới của cô.
Cây viết Helen Brown của The Independent cho rằng các bài hát của Evermore đều gây ám ảnh và đáng suy ngẫm, đồng thời khen ngợi phần sáng tác "nhã nhặn". Jason Lipshutz của Billboard nhận thấy album này tiến bộ và táo bạo hơn Folklore, dù được coi là phần tiếp theo của album trước. Anh giải thích rằng Evermore khám phá sự phức tạp trong tình yêu của người trưởng thành một cách rộng rãi hơn so với tác phẩm tiền nhiệm, đồng thời phô diễn được khả năng sáng tác táo bạo và phong phú nhất của Swift. Nhà phê bình Chris Willman của Variety ca ngợi phần sản xuất tuyệt vời của album cũng như giọng hát linh hoạt của Swift. Anh cũng đặ biệt ấn tượng trước phong cách kể chuyện theo trường phái ấn tượng của đĩa hát, khiến người nghe càng nghe nhiều lần càng bị cuốn theo. Jon Pareles của The New York Times thì khen ngợi chất âm sâu lắng và ca từ đĩnh đạc của tác phẩm, đồng thời ghi nhận nhiều nghiên cứu về nhân vật trong album này hơn so với Folklore.
Trong một bài đánh giá ít tích cực hơn, Kitty Empire của The Observer ca ngợi cảm xúc và chủ đề của album, nhưng cảm thấy Swift "vẫn hơi im ắng trong Evermore hơn so với Folklore." Chris Richards của The Washington Post cho rằng album có thời lượng quá dài, một số lời bài hát chưa xứng đáng với năng lực của Swift, đồng thời bác bỏ quan điểm phân loại hai album ra mắt năm 2020 của cô là các tác phẩm indie. Mikael Wood của Los Angeles Times thì cảm thấy rằng album chỉ là những gì còn thừa lại từ Folklore và "lặp lại thủ thuật" cũ, dù vậy anh vẫn khen ngợi "Tolerate It", "Gold Rush", "Champagne Problems", "No Body, No Crime" và "Dorothea" như những điểm sáng của album.

### Danh sách cuối năm
Vào thời điểm Taylor Swift công bố album, nhiều ấn phẩm đã hoàn thành danh sách cuối năm cho những album hay nhất năm 2020. Evermore được xếp hạng trong các danh sách công bố sau ngày 11 tháng 12, trong đó album cùng chia sẻ vị trí thứ nhất với Folklore trong các danh sách của NJ.com và USA Today, cùng với một vị trí thứ nhất khác tại danh sách của Variety. Ngoài ra, Evermore xếp ở vị trí thứ 20 trong danh sách tổng hợp cuối năm 2020 của Metacritic.
| Nhà phê bình/Ấn phẩm     | Danh sách                                 | Thứ hạng | Nguồn   |
| ------------------------ | ----------------------------------------- | -------- | ------- |
| Financial Times          | 10 album hay nhất năm 2020                | 9        | [ 95 ]  |
| Metro Times              | Nhạc mới hay nhất năm 2020                | 2        | [ 96 ]  |
| NJ.com                   | 50 album cứu rỗi chúng ta năm 2020        | 1        | [ 91 ]  |
| Our Culture Mag          | 50 album hay nhất năm 2020                | 4        | [ 90 ]  |
| Robert Christgau         | 71 album hay nhất năm 2020                | 20       | [ 97 ]  |
| Rolling Stone            | Top 20 album năm 2020 của Rob Sheffield   | 5        | [ 98 ]  |
| Slate                    | The Music Club, 2020                      | 2        | [ 99 ]  |
| South China Morning Post | Album hay nhất năm 2020                   | 2        | [ 100 ] |
| USA Today                | 10 album hay nhất năm 2020                | 1        | [ 92 ]  |
| Variety                  | Album hay nhất năm 2020 của Chris Willman | 1        | [ 93 ]  |

## Diễn biến thương mại
Dù mới đầu chỉ được phát hành dưới định dạng nhạc số và trên các nền tảng phát nhạc trực tuyến, hãng Republic Records vẫn báo cáo hơn một triệu bản Evermore đã được tiêu thụ toàn cầu trong tuần đầu tiên phát hành, giúp Evermore trở thành album phòng thu thứ tám liên tiếp của Swift đạt được thành tích này. Toàn bộ 15 bài hát của album đều lọt vào top 75 trên bảng xếp hạng Billboard Global 200. Với Evermore và Folklore, Taylor Swift trở thành nghệ sĩ được stream trực tuyến nhiều nhất năm 2020 ở tất cả các thể loại nhạc trên Amazon Music. Liên đoàn Công nghiệp Ghi âm Quốc tế (IFPI) vinh danh cô là nghệ sĩ hát đơn và nữ nghệ sĩ bán chạy nhất năm 2020.

### Hoa Kỳ
Evermore ra mắt ở vị trí quán quân trên bảng xếp hạng Billboard 200 và giữ vững vị trí dẫn đầu trong bốn tuần. Album mở màn với 329.000 đơn vị, trong đó bao gồm 220,49 triệu lượt phát trực tuyến và 154.000 bản album nhạc số, đồng thời sở hữu doanh số album trong tuần lớn nhất kể từ Folklore. Đây là album quán quân thứ hai của Swift trong năm 2020 và là album quán quân thứ tám liên tiếp, giúp cô trở thành nữ nghệ sĩ thứ ba trong lịch sử có tám album quán quân, sau Barbra Streisand (11) và Madonna (9). Cùng với Folklore ở vị trí thứ 3, Swift trở thành nữ nghệ sĩ đầu tiên trong lịch sử bảng xếp hạng này có cùng lúc hai album lọt vào top 3. Khoảng cách giữa lần ra mắt quán quân của Folklore và Evermore là 140 ngày, phá kỷ lục Guinness thế giới về khoảng cách ngắn nhất giữa hai album đứng đầu bảng xếp hạng Billboard 200 của một nữ nghệ sĩ. Album cũng ra mắt ở vị trí quán quân trên bảng xếp hạng Alternative Albums, loại Folklore khỏi vị trí số 1; Evermore đứng đầu bảng xếp hạng này trong 15 tuần.
Tất cả 15 bài hát của album đều đồng thời lọt vào bảng xếp hạng Billboard Hot 100. Evermore trở thành album thứ ba của Swift có tất cả các bài hát ở bản tiêu chuẩn cùng lọt vào bảng xếp hạng này, sau Lover (2019) và Folklore. Swift trở thành nữ nghệ sĩ có nhiều bài hát lọt bảng xếp hạng Hot 100 nhất với 128 bài, giành lại kỷ lục này từ Nicki Minaj. Với màn ra mắt quán quân của "Willow", cô cũng trở thành nghệ sĩ đầu tiên đồng thời có một album và một đĩa đơn đứng đầu cả hai bảng xếp hạng Billboard 200 và Hot 100 trong hai lần, sau Folklore và "Cardigan".  Tất cả các bài hát của album cũng đều xuất hiện trên bảng xếp hạng Hot Rock & Alternative Songs, ngoại trừ "No Body, No Crime" ra mắt ở vị trí á quân trên bảng xếp hạng Hot Country Songs. Do có 8 bài hát từ Folklore còn lại trên bảng xếp hạng cùng với 14 bài từ Evermore, Swift chiếm tổng cộng 22 trong số 50 vị trí của bảng xếp hạng – là số lượng thứ hạng nhiều thứ hai trong lịch sử bảng xếp hạng này, sau Linkin Park (23). Còn trên bảng xếp hạng Hot Alternative Songs, các bài hát của Swift chiếm 16 vị trí, vượt qua kỷ lục trước đó của Machine Gun Kelly. Mặc dù chỉ ra mắt trong hai tuần cuối năm 2020, Evermore vẫn trở thành một trong mười album bán chạy nhất năm 2020. Tác phẩm đứng thứ 8 trong danh sách album bán chạy nhất của Rolling Stone và thứ 10 trong danh sách album bán chạy nhất năm 2020 của MRC Data với 283.000 bản bán ra; còn Folklore thì là album bán chạy nhất của năm.
Tháng 4 năm 2021, Evermore vượt mốc doanh số 1 triệu bản tại Mỹ. Tới tháng 6, tác phẩm có tuần thứ tư đứng đầu bảng xếp hạng Billboard 200 với 202.000 đơn vị tiêu thụ, sau khi bản đĩa than được phát hành. 192.000 đơn vị trong số đó là doanh thu thuần, số liệu này vượt qua album tái thu âm Fearless (Taylor's Version) của chính cô để trở thành album có doanh số tuần cao nhất năm 2021. Tác phẩm đánh dấu tuần quán quân bảng xếp hạng thứ 53 trong sự nghiệp của Swift, tiếp tục kéo dài kỷ lục nghệ sĩ nữ có nhiều tuần đứng đầu bảng xếp hạng nhất trong lịch sử Billboard 200 – và xếp thứ ba về tổng thể, sau The Beatles và Elvis Presley. Album đã bán được 102.000 bản đĩa than trong cùng tuần, phá kỷ lục cũ lập được từ album Lazaretto (2014) của Jack White (40.000 bản) về doanh số đĩa than lớn nhất tuần kể từ khi MRC Data khánh thành năm 1991. Evermore trở thành album có phiên bản đĩa CD vật lý và đĩa than bán chạy nhất năm 2021. Tháng 7 năm 2021, tác phẩm trở thành album bán chạy nhất trong năm, với 374.000 bản được bán ra. Evermore trở thành album được tiêu thụ nhiều thứ bảy trong lịch sử với tổng số 818.000 đơn vị.
Evermore dẫn đầu cả hai bảng xếp hạng cuối năm 2021 Top Album Sales và Top Alternative Albums của Billboard. Album cũng đứng vị trí thứ 4 trên bảng xếp hạng Billboard 200 cuối năm. Bản thân Swift được xếp ở vị trí quán quân trên các bảng xếp hạng Billboard 200 Artist, Billboard 200 Female Artist, Top Album Sales Artist, Top Alternative Artist và Top Alternative Albums Artist. Bán được 529.000 bản thuần, Evermore đứng thứ 6 trong danh sách album bán chạy nhất năm 2021, cùng với ba album khác của Swift là Red (Taylor's Version), Fearless (Taylor's Version) và Folklore, tất cả đều top 10.

### Các thị trường khác
Tại Canada, Evermore ra mắt ở vị trí quán quân trên bảng xếp hạng Billboard Canadian Albums và là album quán quân thứ tám của Swift tại Canada cũng như là album thứ hai của cô đạt thành tích này trong năm 2020. Tác phẩm đứng đầu bảng xếp hạng trong ba tuần. Tất cả các bài hát đều ra mắt đồng thời trong khu vực top 50 của bảng xếp hạng Canadian Hot 100, ngoại trừ "Closure" (hạng 57). "Willow" trở thành đĩa đơn quán quân thứ bảy của cô tại Canada, sau đó là "Champagne Problems" xếp ở vị trí thứ 6, "No Body, No Crime" ở hạng 11, "'Tis the Damn Season" ở vị trí thứ 13, "Gold Rush" ở vị trí thứ 14 và " Tolerate It" xếp thứ 18. Năm 2021, Evermore là album bán chạy thứ bảy của quốc gia này.
Tại Vương quốc Anh, Evermore đứng đầu bảng xếp hạng UK Albums Chart trong hai tuần, giúp Swift trở thành nữ nghệ sĩ đạt được sáu album quán quân nhanh nhất ( 2012–2020), vượt qua Madonna (1997–2008) và là nữ nghệ sĩ đầu tiên có sáu album đứng đầu bảng xếp hạng này trong thế kỷ 21. Evermore cũng là album quán quân thứ hai của cô trong năm 2020 sau Folklore, giúp cô trở thành nghệ sĩ đầu tiên có nhiều album đứng đầu bảng xếp hạng trong một năm dương lịch kể từ David Bowie vào năm 2016. Evermore cũng đứng đầu bảng xếp hạng Vinyl Albums và bảng xếp hạng Americana Albums của thị trường này. Trên bảng xếp hạng đĩa đơn Official Singles Chart, "Willow" đứng ở vị trí thứ 3 và mang lại cho Swift bài hát thứ 11 trong sự nghiệp lọt vào top 5 của bảng xếp hạng này, trong khi các ca khúc "Champagne Problems" và "No Body, No Crime" lần lượt đứng ở vị trí thứ 15 và 19, nâng số lượng bài hát lọt top 20 của cô tại Vương quốc Anh lên con số 21. Evermore là album Mỹ bán chạy nhất năm 2021 tại Anh.
Ở nhiều vùng lãnh thổ châu Âu, Evermore giữ vững vị trí trên bảng xếp hạng quốc gia suốt nhiều tuần lễ sau khi phát hành. Tác phẩm ra mắt ở vị trí dẫn đầu tại Croatia vào tháng 1 năm 2021 và đạt vị trí quán quân ở Flanders ở tuần thứ sáu trên bảng xếp hạng Ultratop 200 Albums, sau khi ra mắt ở vị trí thứ 2. Tác phẩm cũng đánh dấu album quán quân thứ năm liên tiếp của Swift tại khu vực Bỉ. Album đạt vị trí á quân trên bảng xếp hạng Irish Albums Chart của Ireland trong tuần thứ ba. Album ra mắt ở vị trí thứ 3 trong tuần đầu tiên, trở thành album thứ sáu liên tiếp lọt vào top 3 của Swift tại quốc gia này. Đồng thời, "Willow" cũng đứng ở vị trí thứ 3 trên bảng xếp hạng Irish Singles Chart của Ireland, cùng với  "Champagne Problems" và "No Body, No Crime" lần lượt ở vị trí thứ 6 và thứ 1, nâng tổng số bài hát lọt top 50 của Swift tại Ireland lên con số 38. Trên bảng xếp hạng Scottish Albums Chart của Scotland, Evermore mở màn ở hạng 5 nhưng vươn lên vị trí thứ ba sau 25 tuần. Trên bảng xếp hạng Offizielle Top 100 của Đức, album mở màn ở vị trí thứ 24, tăng lên vị trí thứ 6 vào tuần tiếp theo và lên vị trí thứ 5 vào tháng 6 năm 2021. Album cũng leo lên vị trí quán quân trên bảng xếp hạng Greek Albums Chart của Hy Lạp vào tháng 8 năm 2021.
Tại thị trường Úc, Swift nhận "cú đúp bảng xếp hạng" khi chiếm giữ đồng thời vị trí dẫn đầu của cả bảng xếp hạng album lẫn đĩa đơn. Evermore đứng ở vị trí quán quân trên bảng xếp hạng ARIA Albums Chart – là album thứ bày của cô đạt được thành tích này. Với thêm một album quán quân trong năm 2020 chỉ 19 tuần sau Folklore, Swift đã phá kỷ lục về khoảng cách ngắn nhất giữa hai lần quán quân liên tiếp, vượt qua con số 25 tuần giữa Sweetener (2018) và Thank U, Next (2019) của Ariana Grande. "Willow" ra mắt ở vị trí quán quân trên bảng xếp hạng ARIA Singles Chart, xếp sau là 11 bài hát khác của album. "Willow" đánh dấu bài hát quán quân thứ bảy của cô tại Úc. Evermore tiếp tục giữ vị trí dẫn dầu bảng xếp hạng album suốt bốn tuần liên tiếp – đồng hạng với Folklore dưới tư cách là album có số tuần đứng đầu bảng xếp hạng nhiều thứ hai, sau 1989 (11 tuần). Tại New Zealand, album đứng đầu bảng xếp hạng Top 40 Albums, trong khi các ca khúc "Willow", "Champagne Problems", "No Body, No Crime" và "Gold Rush" lần lượt giữ vị trí thứ 3, 24, 29 và 34 trên bảng xếp hạng Top40 Singles. Tại Malaysia, "Willow" và "Champagne Problems" lần lượt ra mắt ở vị trí thứ 2 và 15, trong khi trên bảng xếp hạng Singaporean Top 30 Singles của Singapore, hai bài hát này đứng ở hạng 1 và hạng 16. "Gold Rush" và "No Body, No Crime" cũng lọt vào bảng xếp hạng đĩa đơn ở Singapore.

## Giải thưởng và đề cử
Tại Giải thưởng Âm nhạc Mỹ năm 2021, Evermore đã giành chiến thắng ở hạng mục Album pop/rock được yêu thích nhất, đây là chiến thắng thứ tư của cô ở hạng mục này. Swift cũng được đề cử tại hạng mục Nghệ sĩ của năm và Nữ nghệ sĩ pop/rock được yêu thích nhất, và giành chiến thắng lần thứ sáu ở hạng mục Nữ nghệ sĩ pop/rock được yêu thích nhất. Tại Giải Grammy lần thứ 64, Evermore được đề cử ở hạng mục Album của năm – đề cử thứ năm của Swift ở hạng mục này, sau Fearless (2008), Red (2012), 1989 (2014) và Folklore.
| Năm  | Giải thưởng              | Hạng mục                                                                                                | Kết quả   | Nguồn   |
| ---- | ------------------------ | --- | --------- | ------- |
| 2020 | Kỷ lục Guinness Thế giới | Khoảng cách ngắn nhất giữa các album quán quân mới trên bảng xếp hạng Billboard 200 Hoa Kỳ (nghệ sĩ nữ) | Đoạt giải | [ 153 ] |
| 2021 | Giải thưởng Âm nhạc Mỹ   | Album pop/rock được yêu thích nhất                                                                      | Đoạt giải | [ 154 ] |
| 2021 | Giải thưởng Âm nhạc ARIA | Nghệ sĩ quốc tế xuất sắc nhất (Evermore)                                                                | Đoạt giải | [ 155 ] |
| 2022 | Giải Grammy              | Album của năm                                                                                           | Đề cử     | [ 152 ] |
| 2022 | Giải Juno                | Album quốc tế của năm                                                                                   | Đề cử     | [ 156 ] |

## Di sản

### Ảnh hưởng xã hội

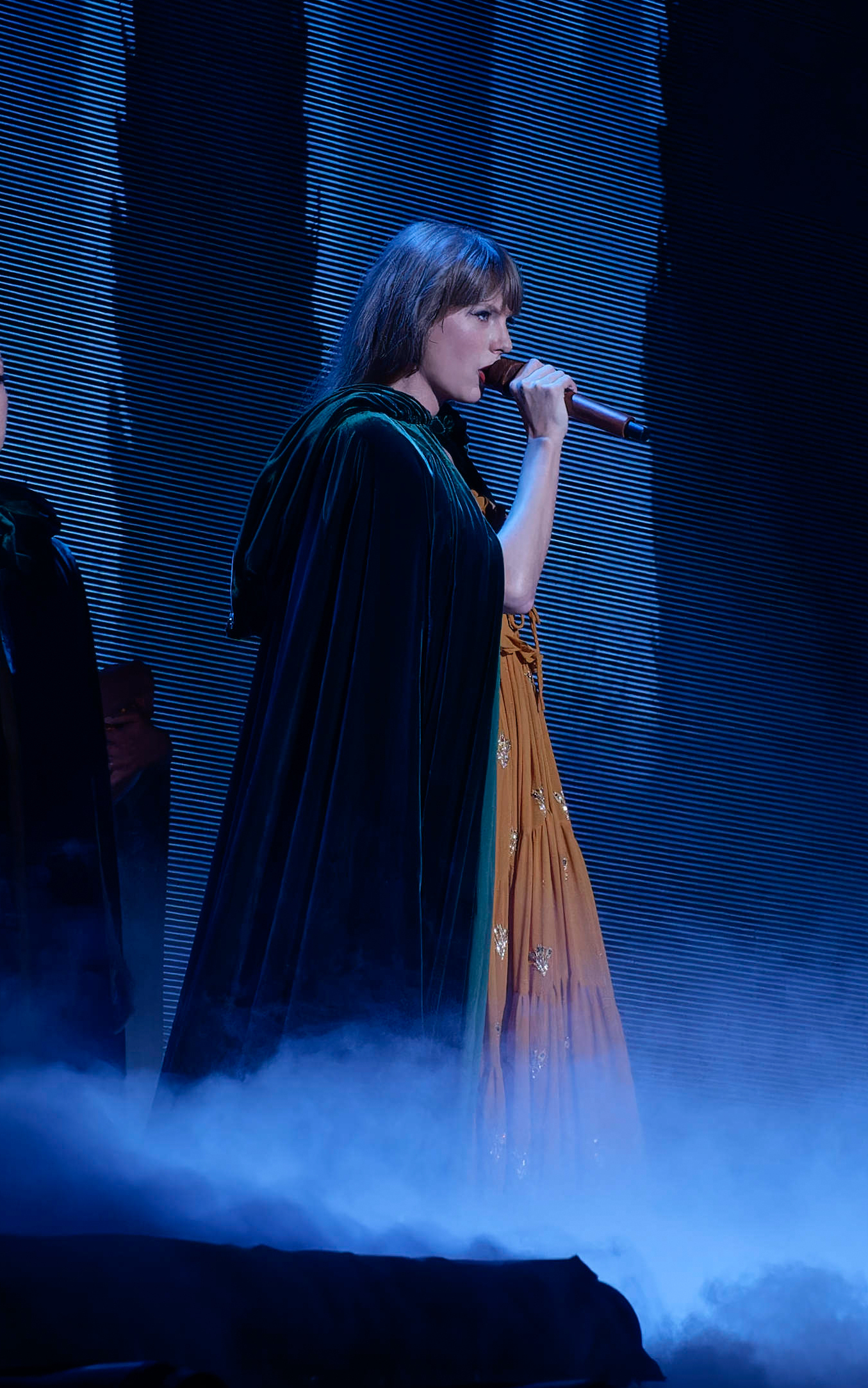
Swift biểu diễn các bài hát trong album Evermore tại chuyến lưu diễn The Eras Tour (2023)

Nhiều nhà báo khen ngợi việc Swift phát hành Evermore ngay sau khi Folklore ra mắt. Trang Variety so sánh động thái này với những gì mà The Beatles và U2 từng làm, trong khi Rolling Stone gọi đây là một "kỳ tích nóng bỏng" gợi nhớ đến Prince năm 1987 và David Bowie năm 1977. Vulture gọi đây là một "cú sốc lớn" vì Swift thường được biết đến với chu trình phát hành album truyền thống. Our Culture Mag và NJ.com hoan nghênh "sự cống hiến nghệ thuật" của nữ ca sĩ, vì Swift đồng thời cũng đang thu âm lại các album phòng thu trước đó trong năm 2020. The Sydney Morning Herald gọi cô là "nữ hoàng của sự năng suất trong đại dịch". The New York Times thì ví album này như một thời khắc quan trọng trong sự nghiệp và sự sáng tạo của Swift. The Guardian và Vox cho rằng Evermore và Folklore nhấn mạnh vào đạo đức làm việc của Swift, giúp các nhà phê bình công nhận tài năng âm nhạc của cô và nhìn nhận cô như một ca sĩ tận tâm với nghề. Billboard coi hai album này là những ví dụ tiêu biểu về cách đại dịch ảnh hưởng đến nền âm nhạc năm 2020 khi buộc các nghệ sĩ phải thay đổi quá trình sáng tạo của bản thân. CNN và The Times vinh danh Swift trong số những nhân vật nổi tiếng nhất thời đại dịch. Swift là nghệ sĩ đơn ca được trả lương cao nhất thế giới năm 2020 và cũng là nghệ sĩ được trả lương cao nhất ở Hoa Kỳ nhờ vào thu nhập từ hai album Evermore và Folklore, mà theo Junkee là "những thử nghiệm alternative" được phổ biến hóa bởi "sức mạnh ngôi sao" của Swift. Năm 2023, Swift bắt tay vào thực hiện chuyến lưu diễn The Eras Tour với tổng cộng mười màn diễn, trong đó màn diễn thứ ba dành cho các bài hát trong album Evermore.

### Ảnh hưởng tới người trong ngành
Ca sĩ người Croatia Mia Dimšić đã lấy Evermore làm nguồn cảm hứng để viết "Guilty Pleasure", bài hát đại diện cho Croatia tại Eurovision Song Contest 2022. Ca sĩ người Mỹ Christina Perri khi chia sẻ với Consequence về đĩa đơn "Evergone" ra mắt năm 2022, cô tiết lộ Evermore và Folklore đã khuyến khích cô trung thực hơn với cảm xúc của bản thân khi sáng tác nhạc mà không phải lo lắng về những kỳ vọng bên ngoài. Sau Evermore, các nghệ sĩ như Gracie Abrams, Ed Sheeran, King Princess và Girl in Red đã chọn cộng tác với Dessner và thu âm các bài hát tại phòng thu Long Pond Studio. Dessner cho biết, "Sau Taylor, thật là điên rồ khi có nhiều người liên hệ [tôi]. Được gặp và sáng tác với những người mà mình chưa từng tiếp cận... Tôi rất biết ơn vì điều đó."

### Vụ kiện công viên giải trí
Ngày 2 tháng 2 năm 2021, công viên chủ đề Evermore Park ở Pleasant Grove, Utah đã kiện Swift và đội ngũ của cô với cáo buộc vi phạm nhãn hiệu "Evermore", đồng thời tìm cách ngăn cản Swift tiếp tục sử dụng từ này cũng như đòi bồi thường "thiệt hại theo luật định là 2 triệu USD với mỗi nhãn hiệu giả cho mỗi loại hàng hóa hoặc dịch vụ được bán ra". Công viên đã gửi một lá thư đình chỉ tới Swift vào ngày 29 tháng 12 năm 2020, nhưng đội ngũ của nữ ca sĩ đã từ chối yêu cầu này và trả lời "lưu lượng truy cập trang web của khách hàng của bạn thực sự đã tăng lên sau sự việc phát hành album gần đây của cô Swift, điều này có thể giúp nâng cao dấu ấn của khách hàng của bạn". Công viên cho rằng tiêu đề album của Swift gây nhầm lẫn cho người tiêu dùng, ảnh hưởng tiêu cực đến khả năng tìm kiếm của công viên. Theo tài liệu tòa án của công viên, những người đến thăm công viên đã hỏi nhân viên về việc liệu album có phải là sự hợp tác giữa Swift và công viên hay không và vào ngày album Evermore được công bố, lưu lượng truy cập trên trang web chính thức của công viên đã tăng 330% so với ngày trước đó, làm ảnh hưởng đến thuật toán Footprint của Google. Các hàng hóa và âm nhạc độc quyền của công viên trên các nền tảng phát trực tuyến dưới nhãn hiệu "Evermore" cũng bị ảnh hưởng khi album của Swift khiến chúng "khó tìm kiếm hơn".
Nhóm của Swift phủ nhận cáo buộc, coi vụ kiện là "vô căn cứ". Lá thư nộp trước tòa của nhóm Swift nêu rõ "không thể tưởng tượng được rằng có bất kỳ khả năng nhầm lẫn nào giữa công viên chủ đề của khách hàng của bạn cùng các sản phẩm liên quan và âm nhạc của cô Swift cùng các sản phẩm liên quan", đồng thời tuyên bố rằng các mặt hàng của công viên – "trứng rồng nhỏ, phù hiệu bang hội và thú rồng nhỏ" – không giống với các sản phẩm trên cửa hàng trực tuyến của Swift. Phát biểu với Billboard, người phát ngôn của Swift gọi vụ kiện là "phù phiếm" và phản bác "ý định thực sự" của nó, đồng thời nhắc tới một báo cáo của Utah Business cho thấy CEO kiêm nhà sáng lập của công viên – Ken Bretschneider – "đã có ít nhất 5 vụ kiện chống lại anh ta và tổ chức Evermore từ phía các công ty xây dựng lớn, với tuyên bố rằng công viên này đang nợ từ 28.000 đến 400.000 USD tiền phí xây dựng, cơ khí và cảnh quan. Các nhà thầu phụ nhỏ hơn từng làm việc trong công viên cũng đã nộp hơn 20 quyền giữ thế chấp bất động sản đối với khu đất Evermore".
Ngày 24 tháng 2 năm 2021, TAS Rights Management (công ty bản quyền của Swift) đã phản tố công viên Evermore Park với những cáo buộc vi phạm quyền tác giả các bài hát "Love Story", "You Belong with Me" và "Bad Blood" của Swift bằng cách thường xuyên sử dụng chúng trong các buổi biểu diễn tại công viên mà không hề xin giấy phép. TAS tuyên bố rằng công viên "đã ngang nhiên phớt lờ nhiều thông báo từ BMI và thay vào đó chọn tiếp tục hưởng lợi từ việc biểu diễn công khai miễn phí và trái phép [các bài hát này], bất chấp nhận thức thực tế về trách nhiệm pháp lý và các hình phạt đáng kể do Luật Bản quyền đặt ra để bảo vệ nghệ sĩ". TAS cũng chỉ ra rằng Bretschneider đã liên hệ với BMI để "xin giấy phép hồi tố cho tất cả các buổi biểu diễn từ năm 2018 đến năm 2021" sau khi đoán trước được sẽ có một vụ kiện ngược từ phía Swift. Tháng 3 năm 2021, người phát ngôn của Swift cho biết cả hai bên đã quyết định "bác bỏ các vụ kiện tương ứng mà không phải giải quyết bằng tiền".

## Danh sách bài hát
Thành phần thực hiện được trích từ phần ghi chú của album và Tidal. Tất cả tựa đề bài hát đều được viết cách điệu bằng chữ in thường.
| Evermore – Bản tiêu chuẩn | Evermore – Bản tiêu chuẩn                 | Evermore – Bản tiêu chuẩn             | Evermore – Bản tiêu chuẩn                    | Evermore – Bản tiêu chuẩn |
| STT                       | Nhan đề                                   | Sáng tác                              | Sản xuất                                     | Thời lượng                |
| ------------------------- | ----------------------------------------- | ------------------------------------- | -------------------------------------------- | ------------------------- |
| 1.                        | "Willow"                                  | Taylor Swift Aaron Dessner            | A. Dessner                                   | 3:34                      |
| 2.                        | "Champagne Problems"                      | Swift William Bowery                  | Swift A. Dessner                             | 4:04                      |
| 3.                        | "Gold Rush"                               | Swift Jack Antonoff                   | Swift Antonoff                               | 3:05                      |
| 4.                        | "'Tis the Damn Season"                    | Swift A. Dessner                      | A. Dessner                                   | 3:49                      |
| 5.                        | "Tolerate It"                             | Swift A. Dessner                      | A. Dessner                                   | 4:05                      |
| 6.                        | "No Body, No Crime" (hợp tác với Haim)    | Swift                                 | Swift A. Dessner                             | 3:35                      |
| 7.                        | "Happiness"                               | Swift A. Dessner                      | A. Dessner                                   | 5:15                      |
| 8.                        | "Dorothea"                                | Swift A. Dessner                      | A. Dessner                                   | 3:45                      |
| 9.                        | "Coney Island" (hợp tác với The National) | Swift Bowery A. Dessner Bryce Dessner | A. Dessner B. Dessner                        | 4:35                      |
| 10.                       | "Ivy"                                     | Swift A. Dessner Antonoff             | A. Dessner                                   | 4:20                      |
| 11.                       | "Cowboy like Me"                          | Swift A. Dessner                      | A. Dessner                                   | 4:35                      |
| 12.                       | "Long Story Short"                        | Swift A. Dessner                      | A. Dessner                                   | 3:35                      |
| 13.                       | "Marjorie"                                | Swift A. Dessner                      | A. Dessner                                   | 4:17                      |
| 14.                       | "Closure"                                 | Swift A. Dessner                      | A. Dessner BJ Burton [a] James McAlister [a] | 3:00                      |
| 15.                       | "Evermore" (hợp tác với Bon Iver)         | Swift Bowery Justin Vernon            | Swift A. Dessner                             | 5:04                      |
| Tổng thời lượng:          | Tổng thời lượng:                          | Tổng thời lượng:                      | Tổng thời lượng:                             | 60:38                     |

| Evermore – Bản Deluxe Edition | Evermore – Bản Deluxe Edition | Evermore – Bản Deluxe Edition | Evermore – Bản Deluxe Edition | Evermore – Bản Deluxe Edition |
| STT                           | Nhan đề                       | Sáng tác                      | Sản xuất                      | Thời lượng                    |
| ----------------------------- | ----------------------------- | ----------------------------- | ----------------------------- | ----------------------------- |
| 16.                           | "Right Where You Left Me"     | Swift A. Dessner              | A. Dessner                    | 4:05                          |
| 17.                           | "It's Time to Go"             | Swift A. Dessner              | A. Dessner                    | 4:15                          |
| Tổng thời lượng:              | Tổng thời lượng:              | Tổng thời lượng:              | Tổng thời lượng:              | 68:58                         |

| Evermore – Bản Japan Deluxe Edition tại Nhật Bản | Evermore – Bản Japan Deluxe Edition tại Nhật Bản | Evermore – Bản Japan Deluxe Edition tại Nhật Bản | Evermore – Bản Japan Deluxe Edition tại Nhật Bản | Evermore – Bản Japan Deluxe Edition tại Nhật Bản |
| STT                                              | Nhan đề                                          | Sáng tác                                         | Sản xuất                                         | Thời lượng                                       |
| ------------------------------------------------ | ------------------------------------------------ | ------------------------------------------------ | ------------------------------------------------ | ------------------------------------------------ |
| 18.                                              | "Willow (Dancing Witch Version)" (Elvira Remix)  | Swift A. Dessner                                 | Elvira Anderfjärd                                | 3:04                                             |
| 19.                                              | "Willow (Lonely Witch Version)"                  | Swift A. Dessner                                 | A. Dessner                                       | 3:34                                             |
| Tổng thời lượng:                                 | Tổng thời lượng:                                 | Tổng thời lượng:                                 | Tổng thời lượng:                                 | 74:36                                            |

| Evermore – Bản Fan Edition | Evermore – Bản Fan Edition  | Evermore – Bản Fan Edition | Evermore – Bản Fan Edition | Evermore – Bản Fan Edition |
| STT                        | Nhan đề                     | Sáng tác                   | Sản xuất                   | Thời lượng                 |
| -------------------------- | --------------------------- | -------------------------- | -------------------------- | -------------------------- |
| 18.                        | "Willow" (90's Trend Remix) | Swift A. Dessner           | Kane Cooper Ernie Lake     | 3:45                       |
| Tổng thời lượng:           | Tổng thời lượng:            | Tổng thời lượng:           | Tổng thời lượng:           | 72:03                      |

## Đội ngũ thực hiện
Danh sách đội ngũ thực hiện được lấy từ Tidal, Pitchfork và phần ghi chú của album.

### Âm nhạc
- Taylor Swift – hát chính, sáng tác, sản xuất (2, 3, 6, 15)
- Aaron Dessner –  sản xuất (1, 2, 4–17), sáng tác (1, 4, 7–14, 16, 17), lập trình máy đánh trống (1, 4–5, 7, 9–17), bộ gõ (1, 10–12), đàn phím (1, 5, 7, 11–12, 16–17), synthesizer (1–2, 4, 6–7, 9–12, 14–17), piano (1–2, 4–8, 11, 13–15, 17), guitar điện (1, 4, 6–12, 16–17), guitar bass (1, 4–10, 12, 14, 16–17), guitar acoustic (1–2, 4, 6–13, 16–17), bass synthesizer (2, 10–13, 17), măng cầm (6), thu âm ngoại cảnh (6), trống lục lạc (8), guitar high string (9–10), dàn trống (10), guitar có ngựa đàn cao su (10), drone (13), băng cầm (16)
- Bryce Dessner – sản xuất (9), sáng tác (9), phối khí dàn nhạc (1, 4–5, 7, 9–17), piano (9, 14), pulse (9), guitar điện (12)[d]
- James McAlister – synthesizer (1, 5, 10, 12, 14), lập trình máy đánh trống (1, 5, 10, 12), bộ gõ (5), đàn phím (5, 10), Vermona pulse (13), dàn trống (14, 16)[d]
- Bryan Devendorf – bộ gõ (1, 10, 13), lập trình máy đánh trống (1, 5, 9–10, 13, 17), dàn trống (9, 12)
- Yuki Numata Resnick – vĩ cầm (1, 4–5, 7, 9–17)
- Clarice Jensen – trung hồ cầm (1, 4, 5, 9–13, 15, 17)
- Jason Treuting – glockenspiel (1), bộ gõ (5, 9, 13), dàn trống (9), crotales (12, 15), bộ gõ kim loại (12), chord stick (13–14, 17)
- Alex Sopp – sáo (1, 15)[d]
- CJ Camerieri – kèn cor (1)[d]
- Thomas Bartlett – đàn phím (1, 4, 7, 8, 16–17), synthesizer (1, 4, 7, 8, 10, 17), piano (8, 16–17)[d]
- William Bowery – sáng tác (2, 9, 15), piano (15)
- Logan Coale – upright bass (2, 10–11, 14–15)
- Jack Antonoff – sản xuất (3), sáng tác (3, 10), trống (3), bộ gõ (3), bass (3), guitar điện (3), guitar acoustic (3), guitar slide (3), piano (3), Mellotron (3), hát bè (3)
- Mikey Freedom Hart – DX7 (3), guitar điện (3), guitar nylon (3), Rhodes (3), celeste (3)[d]
- Sean Hutchinson – trống (3)[d]
- Michael Riddleberger – trống (3)
- Evan Smith – kèn (3)[d]
- Patrik Berger – OP-1 (3)
- Bobby Hawk – vĩ cầm (3)
- Nick Lloyd – Hammond B3 Organ (4, 16)[d]
- Josh Kaufman – harmonium (4, 16), guitar lap steel (4, 6, 11), guitar điện (6, 8, 16), guitar acoustic (8), organ (6), harmonica (6, 11, 16), măng cầm (11)[d]
- Benjamin Lanz – kèn trombone (4, 10), chuyển soạn kèn (4), modular synthesizer (8, 10)[d]
- Danielle Haim – giọng hát (6)
- Este Haim – giọng hát (6)
- JT Bates – dàn trống (6–8, 10, 17), bộ gõ (8, 16–17)[d]
- Ryan Olson – Allovers Hi-Hat Generator (7, 13, 17)[d]
- Matt Berninger – giọng hát (9)
- Scott Devendorf – guitar bass (9), piano bỏ túi (9)[d]
- Justin Vernon – hát bè (10, 13), triangle (10), dàn trống (10–11, 14), băng cầm (10), guitar điện (10–11, 17), Prophet X (13), Messina (14), synthesizer (15), thu âm ngoại cảnh (15), giọng hát (15), guitar bass (17), guitar acoustic (17)[d]
- Kyle Resnick – kèn trumpet (10, 12, 14, 17)[d]
- Marcus Mumford – hát bè (11)
- Marjorie Finlay – hát bè (13)
- Trever Hagen – kèn trumpet (14), no-input mixer (14)[d]
- BJ Burton – sản xuất bổ sung (14)
- James McAlister –  sản xuất bổ sung (14)
- Gabriel Cabezas – trung hồ cầm (14–15)
- Dave Nelson – kèn trombone (14, 17)[d]
- Stuart Bogie – clarinet alto (15), clarinet contrabass (15), sáo (15)[d]
- Jonathan Low – lập trình máy đánh trống (16)

Thu âm nhạc cụ bổ sung
- Kyle Resnick – vĩ cầm (1, 4–5, 7, 9–17)
- Bobby Hawk – vĩ cầm (3)
- Aaron Dessner – vermona pulse (13)
- Robin Baynton – piano (Bowery ở 15)

### Kỹ thuật
- Taylor Swift – giám đốc sản xuất
- Jonathan Low – thu âm (1–2, 4–17), thu âm giọng hát (1–5; Swift ở 6, 9; 10–14; Swift ở 15; 17), hòa âm (toàn bộ bài hát)
- Aaron Dessner – thu âm (1–2, 4–17)
- Greg Calbi – master
- Steve Fallone – master
- Laura Sisk – thu âm (3), thu âm giọng hát (8)
- John Rooney – kỹ thuật viên trợ lý (3)
- Jon Sher – kỹ thuật viên trợ lý (3)
- Ariel Rechtshaid – thu âm giọng hát (Danielle và Este Haim ở 6)
- Matt DiMona – thu âm giọng hát (Danielle và Este Haim ở 6)
- Robin Baynton – thu âm giọng hát (7; Swift ở 9; Mumford ở 11; 16)
- Sean O'Brien – thu âm giọng hát (Berninger ở 9)
- Justin Vernon – thu âm giọng hát (Bon Iver ở 15)

### Thiết kế
- Beth Garrabrant – nhiếp ảnh gia

## Xếp hạng
| Bảng xếp hạng (2020–2022)                    | Thứ hạng cao nhất |
| -------------------------------------------- | ----------------- |
| Argentine Albums (CAPIF)                     | 1                 |
| Album Úc (ARIA)                              | 1                 |
| Album Áo (Ö3 Austria)                        | 2                 |
| Album Bỉ (Ultratop Vlaanderen)               | 1                 |
| Album Bỉ (Ultratop Wallonie)                 | 20                |
| Album Canada (Billboard)                     | 1                 |
| Croatian International Albums (HDU)          | 1                 |
| Album Cộng hòa Séc (ČNS IFPI)                | 8                 |
| Album Đan Mạch (Hitlisten)                   | 2                 |
| Album Hà Lan (Album Top 100)                 | 3                 |
| Album Phần Lan (Suomen virallinen lista)     | 7                 |
| Album Pháp (SNEP)                            | 51                |
| Album Đức (Offizielle Top 100)               | 5                 |
| Greek Albums (IFPI)                          | 1                 |
| Album Hungaria (MAHASZ)                      | 20                |
| Icelandic Albums (Plötutíðindi)              | 18                |
| Album Ireland (OCC)                          | 2                 |
| Italian Albums (FIMI)                        | 26                |
| Japan Hot Albums (Billboard Japan)           | 19                |
| Album Nhật Bản (Oricon)                      | 16                |
| Lithuanian Albums (AGATA)                    | 5                 |
| Album New Zealand (RMNZ)                     | 1                 |
| Album Na Uy (VG-lista)                       | 3                 |
| Album Ba Lan (ZPAV)                          | 46                |
| Album Bồ Đào Nha (AFP)                       | 1                 |
| Album Scotland (OCC)                         | 3                 |
| Slovak Albums (ČNS IFPI)                     | 20                |
| Spanish Albums (PROMUSICAE)                  | 11                |
| Album Thụy Điển (Sverigetopplistan)          | 3                 |
| Album Thụy Sĩ (Schweizer Hitparade)          | 4                 |
| Swiss Albums (Romandie)                      | 5                 |
| Album Anh Quốc (OCC)                         | 1                 |
| Album Anh Quốc Americana (OCC)               | 1                 |
| Album Hoa Kỳ Billboard 200                   | 1                 |
| Album Hoa Kỳ Top Alternative (Billboard)     | 1                 |
| US Top Rock & Alternative Albums (Billboard) | 5                 |

| Bảng xếp hạng (2020)     | Thứ hạng |
| ------------------------ | -------- |
| Australian Albums (ARIA) | 47       |

| Bảng xếp hạng (2021)                  | Thứ hạng |
| ------------------------------------- | -------- |
| Australian Albums (ARIA)              | 15       |
| Belgian Albums (Ultratop Flanders)    | 23       |
| Canadian Albums (Billboard)           | 9        |
| Danish Albums (Hitlisten)             | 45       |
| Dutch Albums (Album Top 100)          | 71       |
| German Albums (Offizielle Top 100)    | 65       |
| Irish Albums (IRMA)                   | 21       |
| New Zealand Albums (RMNZ)             | 24       |
| Portuguese Albums (AFP)               | 62       |
| Spanish Albums (PROMUSICAE)           | 55       |
| Swiss Albums (Schweizer Hitparade)    | 56       |
| UK Albums (OCC)                       | 31       |
| US Billboard 200                      | 4        |
| US Top Alternative Albums (Billboard) | 1        |

| Bảng xếp hạng (2022)                  | Thứ hạng |
| ------------------------------------- | -------- |
| Australian Albums (ARIA)              | 59       |
| Belgian Albums (Ultratop Flanders)    | 99       |
| UK Albums (OCC)                       | 76       |
| US Billboard 200                      | 68       |
| US Top Alternative Albums (Billboard) | 6        |

## Chứng nhận
| Quốc gia                                                                                             | Chứng nhận | Số đơn vị/doanh số chứng nhận |
| --- | ---------- | ----------------------------- |
| Úc (ARIA)                                                                                            | Vàng       | 35.000‡                       |
| Áo (IFPI Áo)                                                                                         | Vàng       | 7.500‡                        |
| Bỉ (BEA)                                                                                             | Vàng       | 10.000‡                       |
| Canada (Music Canada)                                                                                | Vàng       | 40.000‡                       |
| Đan Mạch (IFPI Đan Mạch)                                                                             | Bạch kim   | 20.000‡                       |
| New Zealand (RMNZ)                                                                                   | Bạch kim   | 15.000‡                       |
| Na Uy (IFPI)                                                                                         | Vàng       | 10.000*                       |
| Ba Lan (ZPAV)                                                                                        | Vàng       | 10.000‡                       |
| Tây Ban Nha (PROMUSICAE)                                                                             | Vàng       | 20.000‡                       |
| Anh Quốc (BPI)                                                                                       | Bạch kim   | 300.000‡                      |
| Hoa Kỳ (RIAA)                                                                                        | Bạch kim   | 1.000.000‡                    |
| * Chứng nhận dựa theo doanh số tiêu thụ. ‡ Chứng nhận dựa theo doanh số tiêu thụ và phát trực tuyến. |            |                               |

## Lịch sử phát hành
| Khu vực        | Ngày              | Định dạng         | Phiên bản                                  | Hãng đĩa              | Nguồn           |
| -------------- | ----------------- | ----------------- | ------------------------------------------ | --------------------- | --------------- |
| Nhiều quốc gia | 11 tháng 12, 2020 | Nhạc số streaming | Bản tiêu chuẩn                             | Republic Records      | [ 15 ]          |
| Vương quốc Anh | 18 tháng 12, 2020 | CD                | Bản Deluxe Edition                         | EMI Records           | [ 238 ]         |
| Hoa Kỳ         | 18 tháng 12, 2020 | CD                | Bản Deluxe Edition                         | Republic Records      | [ 239 ]         |
| Nhiều quốc gia | 7 tháng 1, 2021   | Nhạc số streaming | Bản Deluxe Edition                         | Republic Records      | [ 240 ]         |
| Nhật Bản       | 22 tháng 1, 2021  | CD                | Bản tiêu chuẩn và bản Japan Deluxe Edition | Universal Music Japan | [ 56 ] [ 241 ]  |
| Brazil         | 29 tháng 1, 2021  | CD đĩa than       | Bản Deluxe Edition                         | Universal Music       | [ 242 ]         |
| Nhiều quốc gia | 21 tháng 2, 2021  | Cassette          | Bản Deluxe Edition                         | Universal Music       | [ 243 ]         |
| Nhiều quốc gia | 28 tháng 5, 2021  | Đĩa than          | Bản Deluxe Edition                         | EMI Records           | [ 244 ] [ 245 ] |
| Hoa Kỳ         | 3 tháng 6, 2021   | Nhạc số           | Bản Fan Edition                            | Republic Records      | [ 246 ]         |